# Kirchenkreis Duisburg
Der Kirchenkreis Duisburg ist einer der 37 Kirchenkreise in der Evangelischen Kirche im Rheinland (EKiR) mit Sitz in Duisburg. Zu ihm gehören 15 Kirchengemeinden. 17,4 % der Einwohner im Kirchenkreis waren (Stand 2023) Mitglied der Evangelischen Kirche im Rheinland.

## Gebiet
Das Gebiet des Kirchenkreises umfasst den größten Teil der kreisfreien Stadt Duisburg, ohne den Stadtbezirk Walsum (Kirchenkreis Dinslaken) und die linksrheinischen Stadtteile (Kirchenkreis Moers).
Der Kirchenkreis grenzt, von Nordosten aus im Uhrzeigersinn, an die rheinischen Kirchenkreise Oberhausen, An der Ruhr, Düsseldorf-Mettmann, Düsseldorf, Krefeld-Viersen, Moers und Dinslaken.

## Geschichte
Das Gebiet des heutigen Kirchenkreises gehörte in der Frühen Neuzeit großenteils zum Herzogtum Kleve, wo sich im 16. Jahrhundert aufgrund der toleranten Haltung von Herzog Wilhelm von Jülich-Kleve-Berg viele evangelische Gemeinden bilden konnten. In Duisburg setzte sich schon in der ersten Hälfte des 16. Jahrhunderts die Reformation durch. Sie war zuerst lutherisch geprägt; unter dem Einfluss von Glaubensflüchtlingen aus den Niederlanden setzte sich aber auch unter den deutschsprachigen Einwohnern das reformierte Bekenntnis durch. Auch in den benachbarten Orten Beeck, Meiderich und Ruhrort ging die gesamte Einwohnerschaft zum reformierten Bekenntnis über. Im Weseler Konvent gaben sich die niederländischen Flüchtlingsgemeinden 1568 eine gemeinsame Organisation, die bei der Emder Synode 1571 bestätigt wurde. Die Classis Wesel fasste die Flüchtlingsgemeinden im gesamten Herzogtum Kleve zusammen; ihr schlossen sich bald auch deutschsprachige reformierte Gemeinden an. Nachdem das Gebiet 1609 an Brandenburg-Preußen gefallen war, wurde 1610 auf der Duisburger Generalsynode die reformierte Kirche von Jülich-Kleve-Berg gegründet. Im Landesteil Kleve bestanden drei Classes, neben Wesel und Kleve auch Duisburg, zu der neben Duisburg, Beeck, Meiderich und Ruhrort auch Holten, Kettwig, Mülheim an der Ruhr sowie die reformierten Minderheitsgemeinden in Dinslaken und Hiesfeld gehörten. 1691 kam auch die reformierte Minderheitsgemeinde in Essen dazu. In Duisburg konnte sich erst im 18. Jahrhundert wieder eine lutherische Gemeinde bilden; sie schloss sich der lutherischen Classis Dinslaken an.
Als das Gebiet durch den Wiener Kongress 1815 zum Königreich Preußen gekommen war (zuerst als Teil der Provinz Jülich-Kleve-Berg, ab 1822 der Rheinprovinz), wurden die reformierte Classis Duisburg und die lutherische Classis Dinslaken 1817 zum Kirchenkreis Duisburg (nach damaligem Sprachgebrauch zur Synode Duisburg) zusammengefasst; allerdings ohne die Gemeinden Essen, Kettwig, Mülheim und Werden, die zum Kirchenkreis Düsseldorf und 1870 zum neu gegründeten Kirchenkreis An der Ruhr kamen. Nachdem durch die Industrialisierung die Zahl der evangelischen Christen stark gestiegen war und zahlreiche neue Gemeinden entstanden waren, wurde 1926 der nördliche Teil des Kirchenkreises als Kirchenkreis Dinslaken herausgetrennt. Sein Gebiet umfasste den damaligen Kreis Dinslaken (einschließlich der damals noch selbständigen Städte Sterkrade und Walsum) sowie die kreisfreie Stadt Hamborn, die bis 1911 ebenfalls zum Kreis Dinslaken gehört hatte. Die Hamborner Gemeinden kehrten nach der Eingemeindung nach Duisburg in den Kirchenkreis Duisburg zurück.
1960 wurde der Kirchenkreis in die Kirchenkreise Duisburg-Nord (Bezirke Hamborn und Meiderich/Beeck sowie Stadtteil Ruhrort) und Duisburg-Süd (Bezirke Mitte und Süd) geteilt, 2004 aber wieder vereinigt.

## Kirchengemeinden und aktuell genutzte Kirchengebäude
Nach mehreren Gemeindefusionen gehören (Stand Oktober 2023) folgende Kirchengemeinden zum Kirchenkreis:
- Alt-Duisburg
  - Salvatorkirche, Marienkirche, Lutherkirche in Duissern, Notkirche in Duissern
- Auferstehungsgemeinde Duisburg-Süd (Ungelsheim, Hüttenheim, Huckingen, Mündelheim und Serm)
  - Evangelische Kirche Huckingen, Auferstehungskirche (Ungelsheim)
- Bonhoeffer-Gemeinde Marxloh-Obermarxloh
  - Kreuzeskirche in Marxloh, Lutherkirche in Obermarxloh
- Großenbaum-Rahm
  - Versöhnungskirche, Gemeindehaus Am Böllert
- Hamborn
  - Friedenskirche in Obermarxloh
- Hochfeld
  - Pauluskirche
- Meiderich
  - Evangelische Kirche Meiderich
- Neudorf-Ost
  - Gemeindezentrum Neudorf-Ost
- Neudorf-West
  - Gemeindehaus Neudorf-West (die Christuskirche Duisburg-Neudorf wurde 2019 entwidmet)
- Neumühl
  - Gnadenkirche
- Obermeiderich
  - Evangelische Kirche Obermeiderich
- Ruhrort-Beeck
  - Evangelische Kirche Beeck, Markuskirche (Ostacker) (die Evangelische Kirche Laar wurde 2014 entwidmet)
- Trinitatis (Buchholz, Wedau und Bissingheim)
  - Jesus-Christus-Kirche (Buchholz), Kirche am See (Wedau) (die Evangelische Kirche Bissingheim wurde 2001 geschlossen und 2014 verkauft)
- Wanheim
  - Evangelische Kirche Wanheim
- Wanheimerort
  - Gnadenkirche, Gemeindehaus Vogelsangplatz

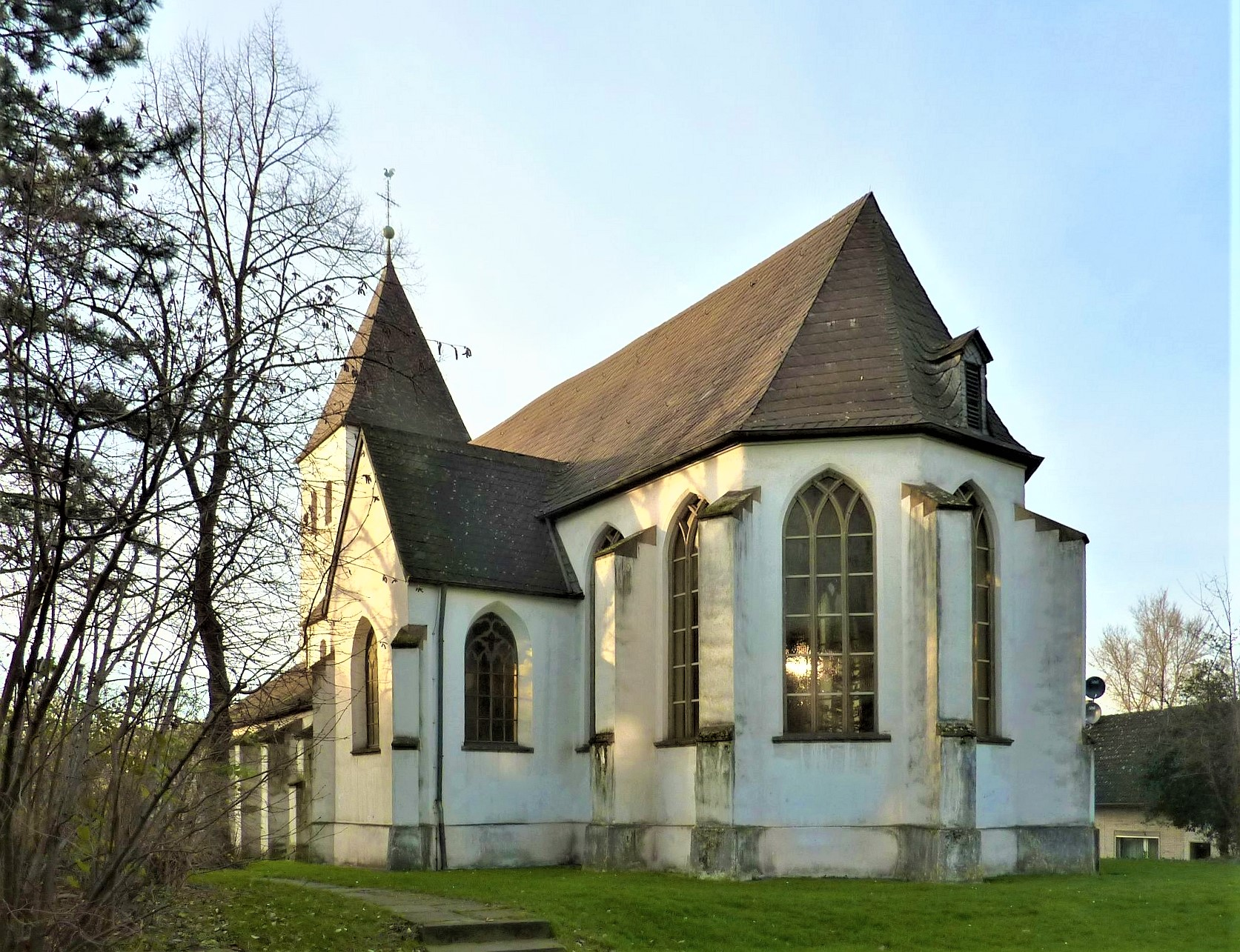
Evangelische Kirche Beeck
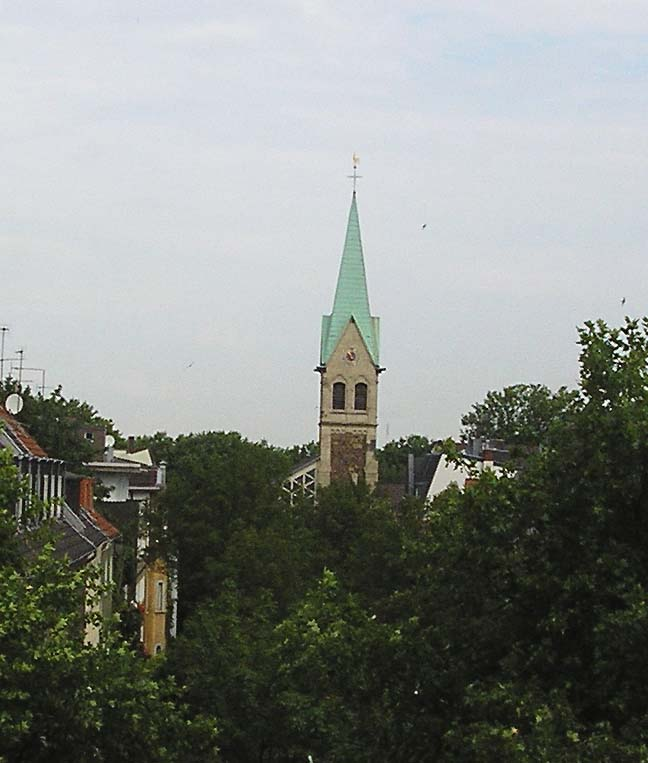
Lutherkirche (Duissern)
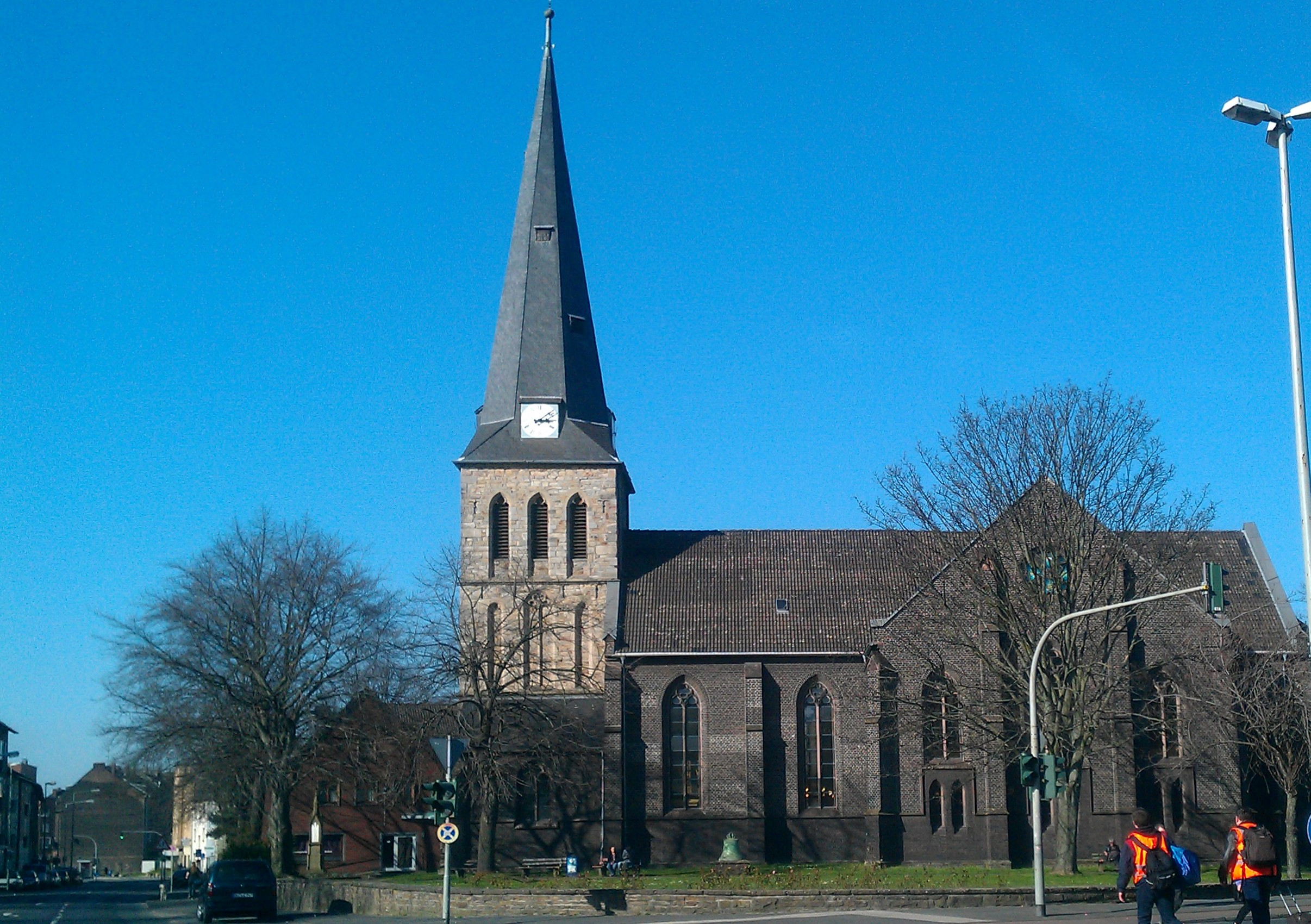
Evangelische Kirche Meiderich
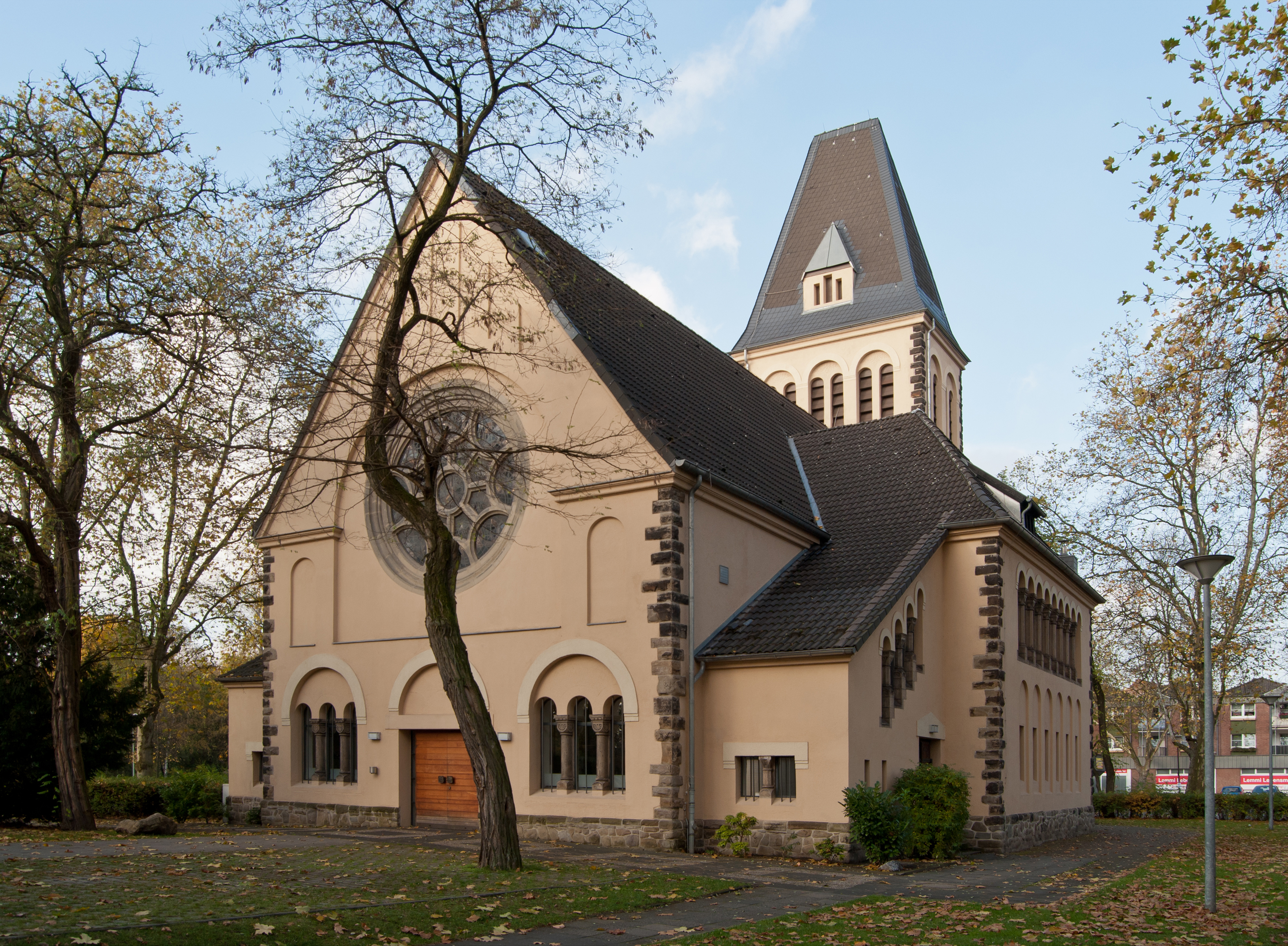
Gnadenkirche (Neumühl)
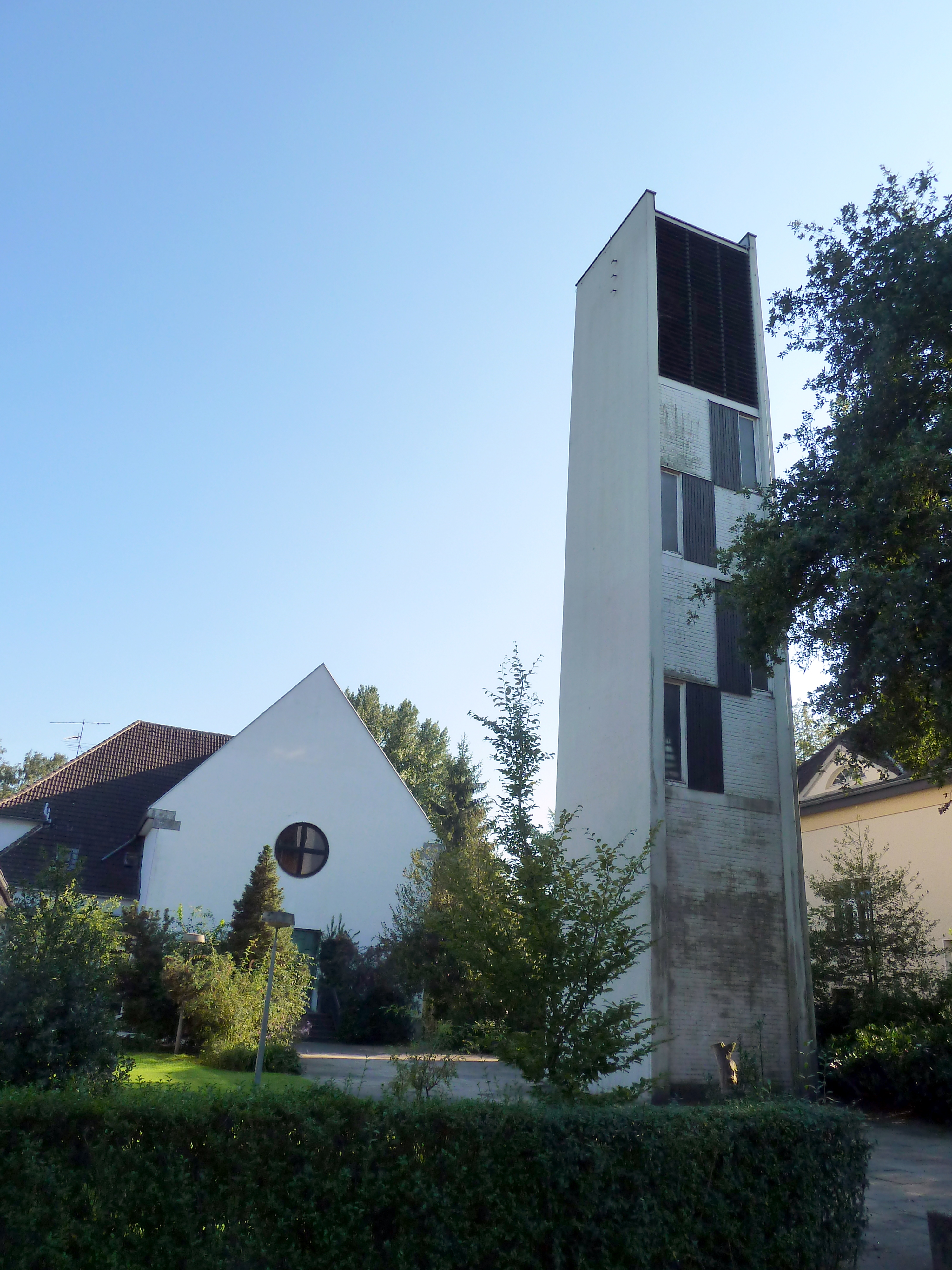
Kirche am See (Wedau)

## Leitung
Die Leitung des Kirchenkreises liegt bei der Kreissynode, die in der Regel zweimal im Jahr tagt, beim Kreissynodalvorstand und beim Superintendenten. Als Superintendent amtiert seit 2020 Pfarrer Christoph Urban, als Nachfolger von Pfarrer Armin Schneider, der ab 2004 amtiert hatte.

## Mitgliederstatistik
Laut der Volkszählung 1987 gehörten damals 34,8 % – 123.000  der 353.400 – Einwohner zur Evangelischen Kirche im Rheinland. Die Zahl der evangelischen Kirchenmitglieder ist seitdem gesunken. Anfang 2021 lebten im Gebiet des Kirchenkreises 317.400 Einwohner, wovon 19,6 % (62.300) Mitglieder der Landeskirche waren.